# Триліська волость
Триліська волость — адміністративно-територіальна одиниця Чигиринського повіту Київської губернії з центром у селі Триліси.
Станом на 1886 рік складалася з 9 поселень, 8 сільських громад. Населення — 4958 осіб (2426 чоловічої статі та 2532 — жіночої), 906 дворових господарства.
|                     | Площа, десятин | У тому числі орної, дес. |
| ------------------- | -------------- | ------------------------ |
| Сільських громад    | 3589           | 2771                     |
| Приватної власності | 6936           | 4604                     |
| Іншої власності     | 139            | 122                      |
| Загалом             | 10664          | 7497                     |

Основні поселення волості:
- Триліси — колишнє власницьке село за 23 версти від повітового міста, 872 особи, 159 дворів, 2 православні церкви, школа, поштова станція, постоялий будинок, 2 лавки. За 3 версти — винокурний завод.
- Антонівка — колишнє власницьке село, 257 осіб, 29 дворів, костел, школа.
- Вищі Верещаки — колишнє власницьке село, 604 особи, 120 дворів, православна церква, школа, постоялий будинок, водяний і вітряний млини.
- Любомирка — колишнє власницьке село, 690 осіб, 121 двір, православна церква, школа, постоялий будинок, водяний і кінний млини.
- Матвіївка — колишнє власницьке село, 974 особи, 208 дворів, православна церква, школа, постоялий будинок, водяний і кінний млини.
- Нижчі Верещаки — колишнє власницьке село, 543 особи, 111 дворів, православна церква, школа, постоялий будинок.
- Омельгород — колишнє власницьке село, 624 особи, 123 двори, школа, постоялий будинок.

Старшинами волості були:
- 1909 року — Іван Дементійович Фуркало[2];
- 1912 року — Василь Федорович Таладіон[3];
- 1913—1915 роках — Дмитро Трохимович Козир[4],[5],[6];